# Sonates pour violon et piano (Hindemith)
Pour les articles homonymes, voir Sonate pour violon et piano.

Paul Hindemith a composé quatre sonates pour violon et piano entre 1918 et 1939.

## Sonate en mi bémol majeuropus 11 nº 1
1. Frais (frisch)
2. Dans le tempo d'une danse lente et solennelle

## Sonate en ré majeuropus 11 nº 2
1. Vif mais un peu retenu (frisch, mit starren trotz)
2. Calme et mesuré (ruhig und gemesen)
3. Avec mesure et caractère (im zeitmaß und carakter)

## Sonate en mi majeur
1. Doucement (ruhig bewegt)
2. Lent - Très vif - lent

## Sonate en ut majeur
1. Vif (lebhaft)
2. Lent Vif lent très vif (langsam, lebhaft, langsam, wie zuerst)
3. Triple fugue (fuge)